# Ghiacciaio Paschal
Il ghiacciaio Paschal (in inglese Paschal Glacier) è un ghiacciaio lungo circa 37 km e largo 7, situato sulla costa di Ruppert, nella parte occidentale della Terra di Marie Byrd, in Antartide. Il ghiacciaio, il cui punto più alto si trova ad oltre 1.000 m s.l.m., fluisce in direzione nord-ovest scorrendo tra due dorsali i cui punti finali sono il monte McCoy, a ovest, e la scogliera Lewis, a est, fino ad unire il proprio flusso prima a quello del ghiacciaio White e poi a quello del più grande ghiacciaio Land, poco a nord del succitato monte McCoy.

## Storia
Il ghiacciaio Paschal è stato fotografato durante una ricognizione aerea effettuata da membri del Programma Antartico degli Stati Uniti d'America nel periodo 1939-41 ed è stato poi mappato dallo United States Geological Survey grazie a ricognizioni terrestri dello stesso USGS e a fotografie aeree scattate dalla marina militare statunitense (USN) nel periodo 1959-1965; esso è stato poi così battezzato dal Comitato consultivo dei nomi antartici in onore di Evans W. Paschal, leader scientifico alla stazione Byrd nel 1970.